# Need for Speed: ProStreet
Need for Speed: ProStreet (skraćeno NFS:PS) je jedanaesta po redu igra iz serije popularnih igara Need for Speed. 21. maja 2007. godine, Electronic Arts je izdao trejler za ProStreet, a zvanično je najavljen 31. maja 2007. godine. A takođe je najavljeno da će se cela igrica izdati novembra 2007. godine.
Demo je uključivao dve trke: jedna je bila test brzine, a druga takozvana tesna trka (grip race). Demo se pojavio 26. oktobra za Xbox Live, 1. novembra za PlayStation Store, a 2. novembra 2007. godine za PC.

## Spoljašnje veze
- Zvanični vebsajt za NFS:PS
- Zvanični NFS vebsajt za francusku